# Аметистовый цвет
Аметистовый цвет (#9966CC)

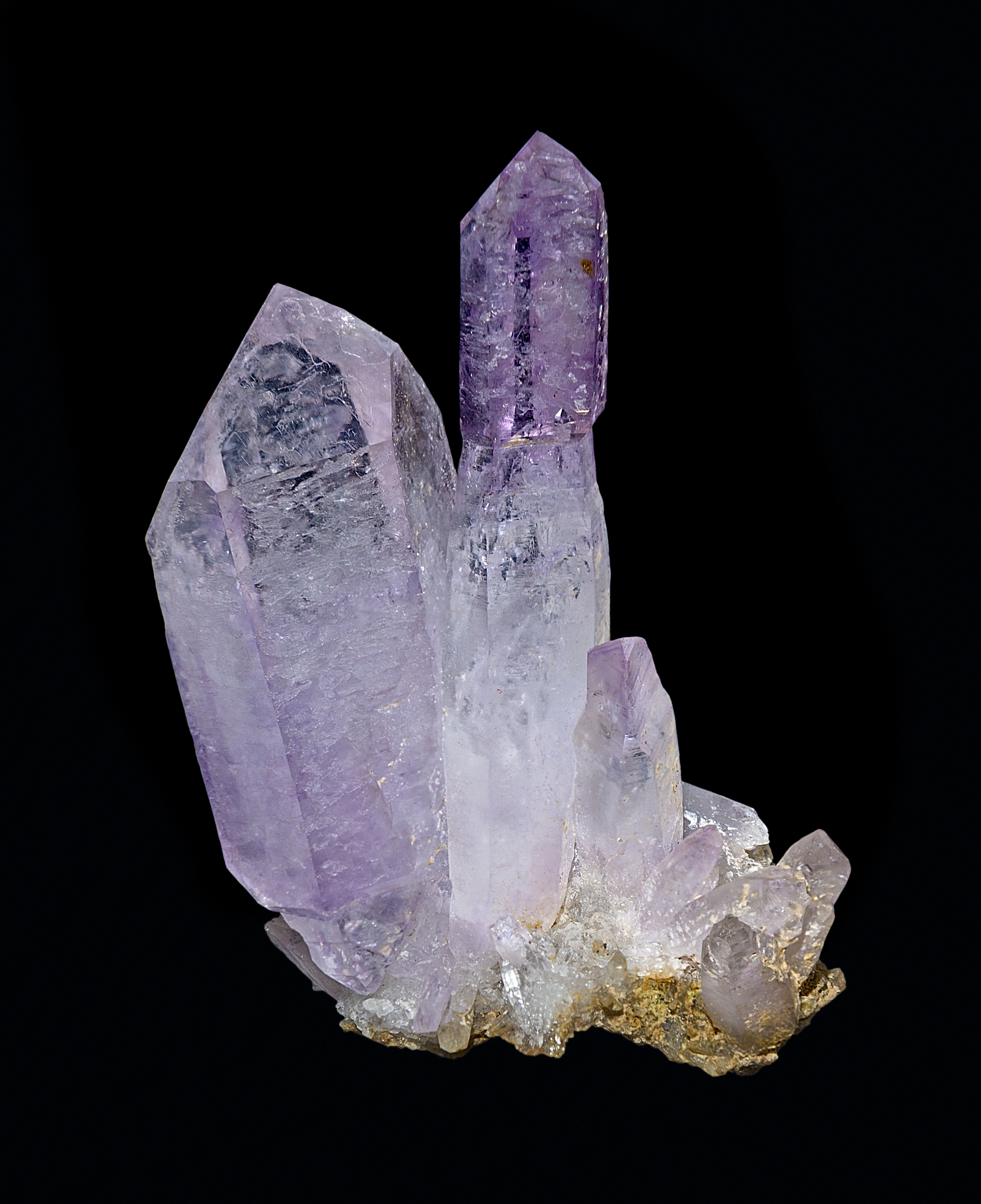
Друза кристаллов аметиста

Аметистовый цвет — умеренный, прозрачный фиолетовый цвет. Его название образовано от камня аметист, формы кварца.
Первое упоминание аметистового цвета как отдельного имени цвета появилось в 1572 году Нерон в своё время даже запретил продажу пурпурной ткани из Тира и ткани аметистового[уточнить] цвета.
Слово «аметистный» с группой подобных ему относительных прилагательных (агатный, аквамариновый, амарантовый, бирюзовый, бриллиантовый, бронзовый и другие) в русском языке появилось в XVIII веке, в эпоху бурного развития горной и металлургической промышленности. В связи с этим возникла необходимость разработки новой терминологии химии и минералогии, для которой заимствовались слова из иностранных языков или диалектные.
В Петергофском Большом дворце важное место в оформлении зала играют люстры с подвесками аметистового цвета в форме дубовых листьев.
Аметистовый цвет также встречается в аметрине. Этот необычный боливийский самоцвет гранят таким образом, чтобы два цвета, в который он окрашен — пурпурный аметистовый и золотисто-жёлтый цитриновый, разделялись перпендикулярно площадке огранёного камня. Обычно аметрин гранят в прямоугольную форму со ступенчатым расположением граней, при такой огранке наиболее ярко выявляется его двуцветность. Бриллиантовая же огранка аметрина порождает эффект смешивания всех его природных цветов, так как свет многократно отражается от граней внутри камня.
Тогда как цвета натурального аметиста варьируются от пурпурного до желтого, аметистовый цвет определяется как умеренный пурпурный цвет и в большинстве случаев ассоциируется с аметистовым камнем. Некоторые полагают, что цвет происходит из-за присутствия марганца, в то время как другие предположили, что цвет аметиста мог быть от роданистого железа или серы, найденной в камнях аметиста.